# Morichal
Morichal è un distretto dipartimentale della Colombia facente parte del dipartimento di Guainía.
Al censimento del 2005 possedeva una popolazione di 776 abitanti.